# 吉田エン
吉田 エン（よしだ えん、1975年 -）は、日本のSF作家。岩手県盛岡市出身、東京都在住。

## 経歴・人物
一関工業高等専門学校卒、豊橋技術科学大学大学院機械システム工学専攻修士課程修了。現在会社員。
2014年ごろからWeb小説投稿サイト「小説家になろう」で活動を開始。2016年10月、投稿作「世界の終わりの壁際で」が第4回ハヤカワSFコンテストで〈優秀賞〉を受賞し作家デビューした。

## 作品リスト

### 単行本
- 『世界の終わりの壁際で』 ハヤカワ文庫、2016年11月。ISBN 978-4150312541

### 寄稿

#### 小説作品
- 「世界の終わりの壁際で」： 優秀賞受賞作一部先行掲載（「受賞の言葉」併録）: 『S-Fマガジン』2016年12月号 早川書房 2016年10月発売 掲載
- 「THE田中」： 『小説すばる』2017年8月号 集英社 2017年7月発売 掲載
- 「ヴェスタの半神」： 『小説すばる』2018年10月号 集英社 2018年9月発売 掲載

#### エッセイ
- 「2017年のわたし」 ： 『SFが読みたい! 2017年版』（S‐Fマガジン編集部、早川書房、2017年2月9日）
- 「a day in my life」case.169 ： 『小説すばる』2017年3月号 集英社 2017年2月発売 掲載
- 「2020年のわたし」 ： 『SFが読みたい! 2020年版』（S‐Fマガジン編集部、早川書房、2020年2月10日）